# Keep the Faith Tour
Il Keep the Faith Tour è stato un tour della rock band statunitense dei Bon Jovi intrapreso durante il 1993 per promuovere il quinto album in studio del gruppo Keep the Faith.